# Potamarcha
Potamarcha is een geslacht van libellen (Odonata) uit de familie van de korenbouten (Libellulidae).

## Soorten
Potamarcha omvat 2 soorten:
- Potamarcha congener (Rambur, 1842)
- Potamarcha puella Needham, 1930